# Johanna (ductrix)
Johanna (* in Ravenna (?); † in Venedig), später Giovanna, war von 959 bis 963 oder 966, nach anderen 967/68 (auch um 960 wurde vermutet), jedenfalls bis zu ihrer Verstoßung, die erste Ehefrau des venezianischen Dogen Petrus IV. Mit ihm hatte sie eine Tochter und einen Sohn. Sie ging, nachdem ihr Mann sie dazu ‚gezwungen‘ hatte, wie es in der zeitlich nächsten Quelle heißt, ins Frauenkloster San Zaccaria, dessen Äbtissin sie bald wurde.

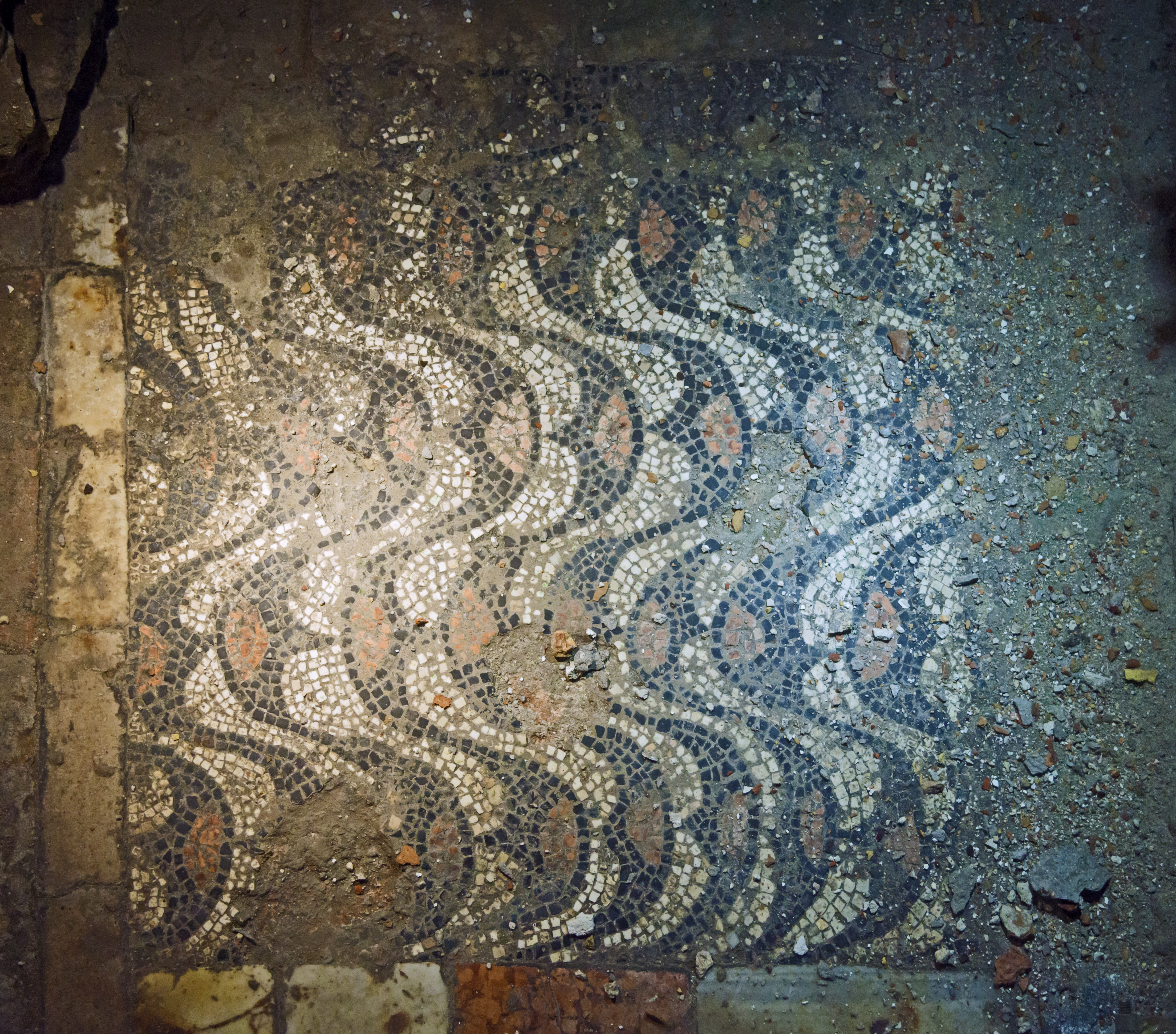
Mosaik in der Kirche San Zaccaria, 9. Jahrhundert

Der Doge erwarb durch die zweite Ehe, nämlich mit Waldrada, einer Verwandten Kaiser Ottos I., umfangreiche Güter in Oberitalien. Diese Erwerbungen brachten ihn bald in Konflikte auf Reichsboden, jedoch unterstützte ihn Kaiser Otto I. und auch sein Sohn und Nachfolger Otto II. Dennoch wurde Petrus im Jahr 976 in einem Aufstand, in dessen Verlauf es zu einem verheerenden Stadtbrand kam, ermordet, womit der Jahrzehnte währende Versuch scheiterte, eine Dynastie seiner Familie, der Candiano, durchzusetzen. 
An der Frage der Motive des Dogen, Johanna zu verstoßen und Waldrada zu heiraten, orientierte sich die Geschichtsschreibung bei der Deutung der Rolle Johannas ebenso, wie an der Frage des Tyrannenmordes, der Anlehnung an eine auswärtige Macht, des Einflusses der Ottonen, der Schaffung einer Privatarmee aus Nichtvenezianern. Die Rolle Johannas wurde dabei mehrfach umgedeutet. 
Jüngere Forschungen deuten darauf hin, dass die Landerwerbspolitik der weitverzweigten Candiano-Familie nicht einheitlich war. Im Gegenteil führte die Politik um Petrus innerhalb dieses Großklans zu schweren Konflikten, also nicht nur zu Kämpfen mit anderen Klans oder Mächten auf dem benachbarten italienischen Festland, wie man lange annahm. Inzwischen wird angenommen, dass die Politik des Landerwerbs auf dem oberitalienischen Festland bereits während Petrus' erster Ehe mit Johanna begonnen worden war, die als Äbtissin gleichfalls Ländereien auf dem Festland für ihr Kloster San Zaccaria erwarb. Demnach stand nicht die Frage nach dem Verhalten gegenüber Berengar II. und Otto I. im Mittelpunkt des politischen Schwenkes des Dogen, wie lange angenommen, oder die einer Fraktion, die für Venedig nach einem autonomen Weg verlangte, sondern der Versuch des vierten Candiano, sich ein eigenes Territorium zu schaffen. Es könnten also die Spannungen innerhalb der Candiano zur Katastrophe von 976 geführt haben, worin Johanna von Anfang an eine entscheidende Rolle gespielt hätte.
Dass durch Johannes Diaconus nicht nur die älteste venezianische Chronik, die Istoria Veneticorum entstand, sondern diese nur wenige Jahrzehnte nach der Katastrophe von 976 abgefasst wurde, ist einerseits eine wesentliche Ursache für die ungewöhnlich dichte Überlieferung der Vorgänge. Aber sie sorgte andererseits auch für eine große Kontinuität seiner persönlichen Deutungsmuster. Aufgrund seiner offenkundigen Loyalität wurde er als „Hauschronist der Orseoli“ bezeichnet, der dritten Familie, die einen Versuch unternahm, Venedig als Dynastie zu beherrschen, nachdem die Candiano unter Petrus IV. gescheitert waren. In seiner Chronik nennt der Verfasser nur Maria († 1007), die Ehefrau des Mitdogen Giovanni Orseolo, ausdrücklich ductrix, jedoch weder Johanna noch Waldrada. 
Dabei handelt es sich um die weibliche Form von dux, ein Titel, von dem sich wiederum der Dogentitel ableitet. Die Entwicklung zu einer eigenen staatlichen Amtsauffassung für die Ehefrauen der Dogen, die dann als Dogaresse bezeichnet wurden, war um 1000 bereits eingeschlagen.

## Leben

### Ehefrau und Verstoßung, Nonne, Rollen der Kinder

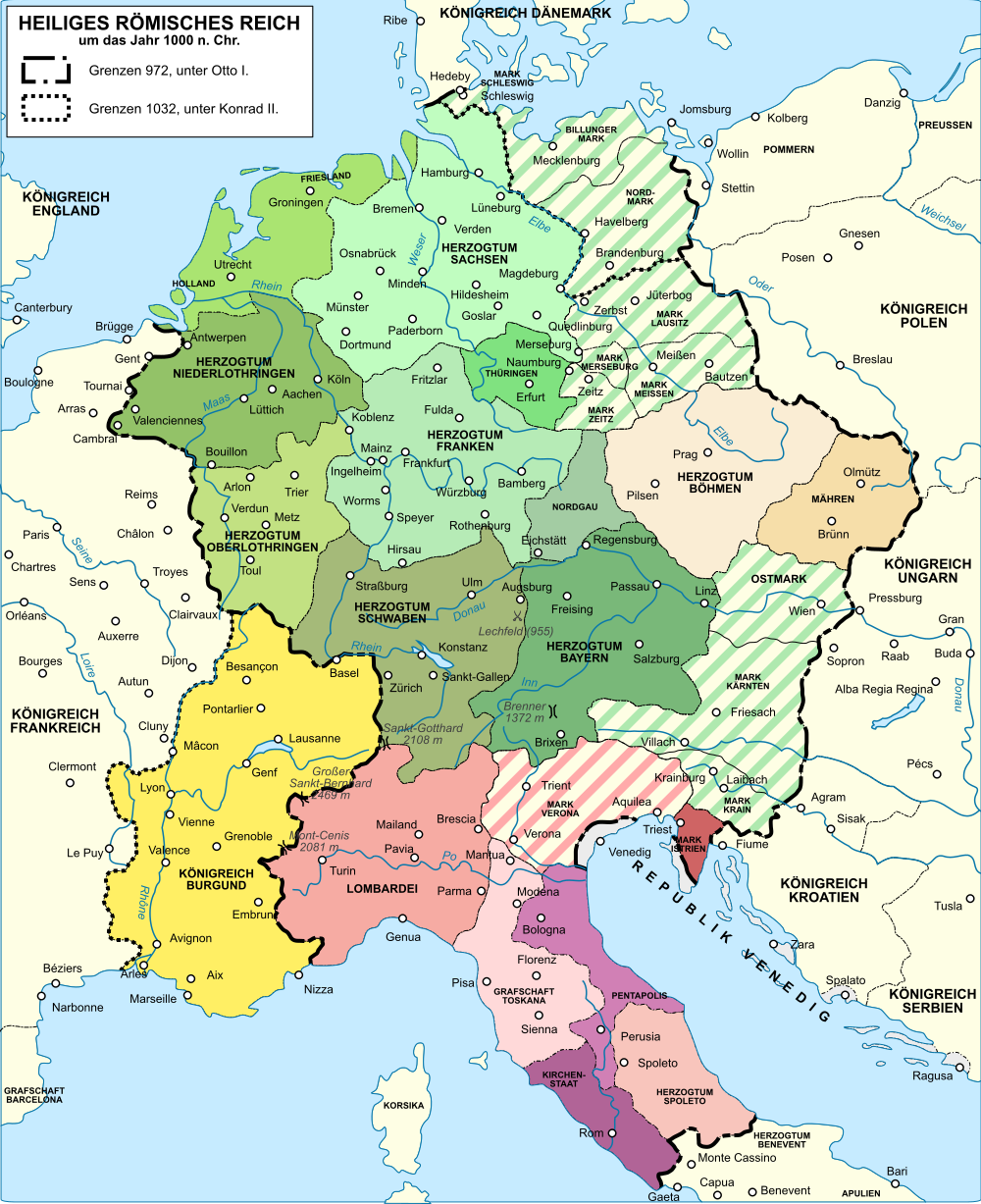
Das Römisch-deutsche Reich zwischen 972 und 1032

Petrus IV. Candiano heiratete Waldrada um 966 in zweiter Ehe, möglicherweise auch einige Jahre früher (Johannes Diaconus IV, 11). Um sie ehelichen zu können, musste er sich von seiner Frau Johanna trennen, wie schon die älteste Überlieferung behauptet. Demnach zwang er sie („coegit“ heißt es ausdrücklich bei Johannes Diaconus), als Nonne in das Kloster San Zaccaria einzutreten, wo sie 963 als Äbtissin nachgewiesen ist.
Ihren gemeinsamen Sohn Vitale machte der Doge zum Kleriker, der zum Patriarchen von Grado aufstieg. Die Tochter Marina heiratete Tribuno Memmo, der 979 den Dogenthron besteigen sollte.

### Landerwerbspolitik und die Rolle von Waldradas Mitgift, Äbtissin
Als Kaiser Otto I. zwischen September 966 und Sommer 972 erneut in Italien war, bildete Venedig einen Teil des Repressionsapparats Ottos gegen die Anhänger seines einstigen, 964 in Gefangenschaft geratenen Widersachers Berengar II. Dies schlug sich auch in den Rechtssetzungen gegenüber Venedig nieder, etwa in der Bestätigung der Besitzrechte im Territorium von Monselice (im Comitato Paduas), in der Gegend von Cavarzere, einem wichtigen Zentrum für die Ökonomie des Dukats, die am 26. August 963 von Otto für die Äbtissin von San Zaccaria, eben jene Johanna ausgefertigt wurde, der ersten Ehefrau des Dogen. 
Ähnlich zu deuten ist die Zuerkennung von Fiskalgütern vom selben Tag, die zugunsten von Vitale Candiano „Veneticus, noster fidelis“ ausgefertigt wurde, der mit dem Bruder des Dogen identifiziert wird. Diese Güter befanden sich in den Grafschaften Treviso und Padua. Dann wurde auf einer römischen Synode, die von Dezember 967 bis Anfang Januar 968 tagte, der Patriarchentitel von Grado anerkannt. Jener Vitale, genannt Ugo oder Hugo, Bruder des Dogen, wurde Comes von Padua und Vicenza. All dies waren Früchte der ottonenfreundlichen Politik des Dogen (und vielleicht seiner beiden Frauen).
Nach Carlo Guido Mor änderte der Doge erst mit dem endgültigen Zerfall der Berengar-Fraktion und der Niederlage von Byzanz auf Sizilien seine Politik. Er näherte sich seitdem wieder Grado an, wo sein Sohn Patriarch war, um gegen einen der treuesten Verbündeten des Kaisers, den Patriarchen von Aquileia Rodoald Unterstützung zu erhalten. Erst die Erneuerung des Pactums von 840 und die Anerkennung des Patriarchentitels waren für Mor Anzeichen einer neuen, nun freundschaftlicheren Beziehung zwischen dem Dogen und dem Kaiser.
Die Frage, welche der beiden Hypothesen zutreffender sei, hängt an der Frage der Datierung der Eheschließung mit Waldrada, bzw. der Verstoßung Johannas. Die Eheschließung fand zwischen dem 26. August 963 (Privileg Ottos für Johanna, die Äbtissin von San Zaccaria, die durchgängig mit der Ehefrau des Dogen identifiziert wird) und dem 11. August 976 statt, dem Todestag des Dogen, denn der erste Beleg für Waldrada stammt erst vom September 976, als sie bereits Witwe war.
Otto I. und sein Sohn und Nachfolger Otto II. versuchten, die Candiano zu stützen, doch 976 wurde Petrus IV. gestürzt und ermordet. Waldrada entging dem Morden. Unter Vorsitz der Kaiserin Adelheid tagte bereits am 25. Oktober 976 in Piacenza ein Gericht, ein placitum. Gegen eine hohe Kompensation verzichtete die Witwe auf sämtliche Ansprüche gegen Venedig.

## Rezeption

### Bis gegen Ende der Republik Venedig (1797)

Italien und der Adriaraum um 1000

Für das Venedig des 14. Jahrhunderts war die Deutung, die man der Herrschaft der Candiano und besonders Pietros IV. gab, von höchster symbolischer Bedeutung. Das Augenmerk der Chronik des Dogen Andrea Dandolo repräsentiert in vollendeter Form die Auffassungen der zu seiner Zeit längst fest etablierten politischen Führungsgremien, die vor allem seit diesem Dogen die Geschichtsschreibung steuerten. Sein Werk wurde von späteren Chronisten und Historikern immer wieder als Vorlage benutzt. Dabei standen die Fragen nach der politischen Unabhängigkeit zwischen den zu neuer Machtfülle aufgestiegenen Kaiserreichen, des Rechts aus eigener Wurzel, mithin der Herleitung und Legitimation ihres – an dieser Stelle Rückschläge erleidenden – territorialen Anspruches, stets im Mittelpunkt. Sowohl das Römisch-deutsche Reich, als auch Byzanz meldeten ihre Rechte und Interessen in Italien mit seit langer Zeit nicht gesehener Intensität an. Dabei war es für Dandolo wichtig, der Rolle der Candiano-Familie eine wesentliche Rolle zu verleihen. Denn deren Anspruch auf eine Art Erbmonarchie war in keiner Weise mit den Interessen der zu dieser Zeit herrschenden Familien, vor allem aber nicht mehr mit dem Stand der Verfassungsentwicklung in Übereinstimmung zu bringen. Zugleich war einerseits der Ausgleich zwischen den ehrgeizigen und dominierenden Familien eines der wichtigsten Ziele, andererseits die Herleitung ihrer herausgehobenen Position im Staat. Die Etappen der politischen Entwicklungen, die schließlich zur Entmachtung des Dogen, dem man zunehmend Repräsentationsaufgaben zuwies, aber keine eigenständigen Entscheidungen mehr zugestand, war ein weiteres Darstellungsziel, das Johannes Diaconus als zeitlich sehr viel näherer Chronist noch keineswegs vor Augen hatte. Doch die Entmachtung war im 14. Jahrhundert vergleichsweise weit vorangeschritten. Der steile Sturz von 976 mit seinen verheerenden Folgen, einschließlich der Zerstörung des Archivs und damit der Möglichkeit, die Vergangenheit an die jeweiligen Zeitbedürfnisse ausgesprochen weitgehend anzupassen, brachte diesen Prozess, der im Rückblick auf eine Ausbalancierung aller inneren Machtgruppen hinauslief, in eine bedeutsame Phase. Johanna übernimmt infolgedessen die ausschließliche Rolle eines Opfers des geradezu absolutistischen Strebens nach Macht und Besitz, und der letztlich gescheiterten Annäherungspolitik des Dogen an den westlichen Kaiser.
Die älteste volkssprachliche Chronik, die Cronica di Venexia detta di Enrico Dandolo aus dem späten 14. Jahrhundert, stellt ausschließlich den üblen Charakter des Dogen dar. Als „pessimo homo“ zwang der Doge seine Frau zur Nonne zu werden und ins Kloster San Zaccaria zu gehen. Den von ihr geborenen gemeinsamen Sohn „Vidal“ machte er zum Kleriker, zum Patriarchen von Grado. 
Pietro Marcello nahm 1502 in seinem später ins Volgare unter dem Titel Vite de'prencipi di Vinegia veröffentlichten Werk eine andere Gewichtung vor. Bei ihm wurde die Stadt, wie sie es verdient hatte, durch die ‚Tyrannei‘ des Dogen, mit dessen Tod und dem des „figliuolo bambino“ bestraft. Auch nach Marcello zwang er seine Ehefrau, ins Kloster zu gehen, doch diesmal, ‚weil sie alt war‘ – eine Deutung, die später immer wieder auftaucht –, dann machte er ihren gemeinsamen Sohn zum Patriarchen. Nachdem er seine Frau also ‚verjagt‘ hatte („cacciata“), heiratete er „Gualdera“. Hatte der Doge bis dahin seinen schrecklichen Charakter und seine Boshaftigkeit verborgen gehalten, so verwandelte er „il Prencipato“ in eine Tyrannei, voll von Hochmut, Drohungen und dem Volke fürchterlich.
Auch nach der Chronik des Gian Giacomo Caroldo zwang Pietro seine „consorte“ und ihren gemeinsamen Sohn Kleriker zu werden, wobei letzterer „anni circa L“ dort lebte, also für etwa 50 Jahre. Er nahm stattdessen „Valderacha“ zur Frau, die große Besitztümer und zahlreiche Vasallen („molte possessioni, vassali et beni per grande valore“) mit in die Ehe brachte.

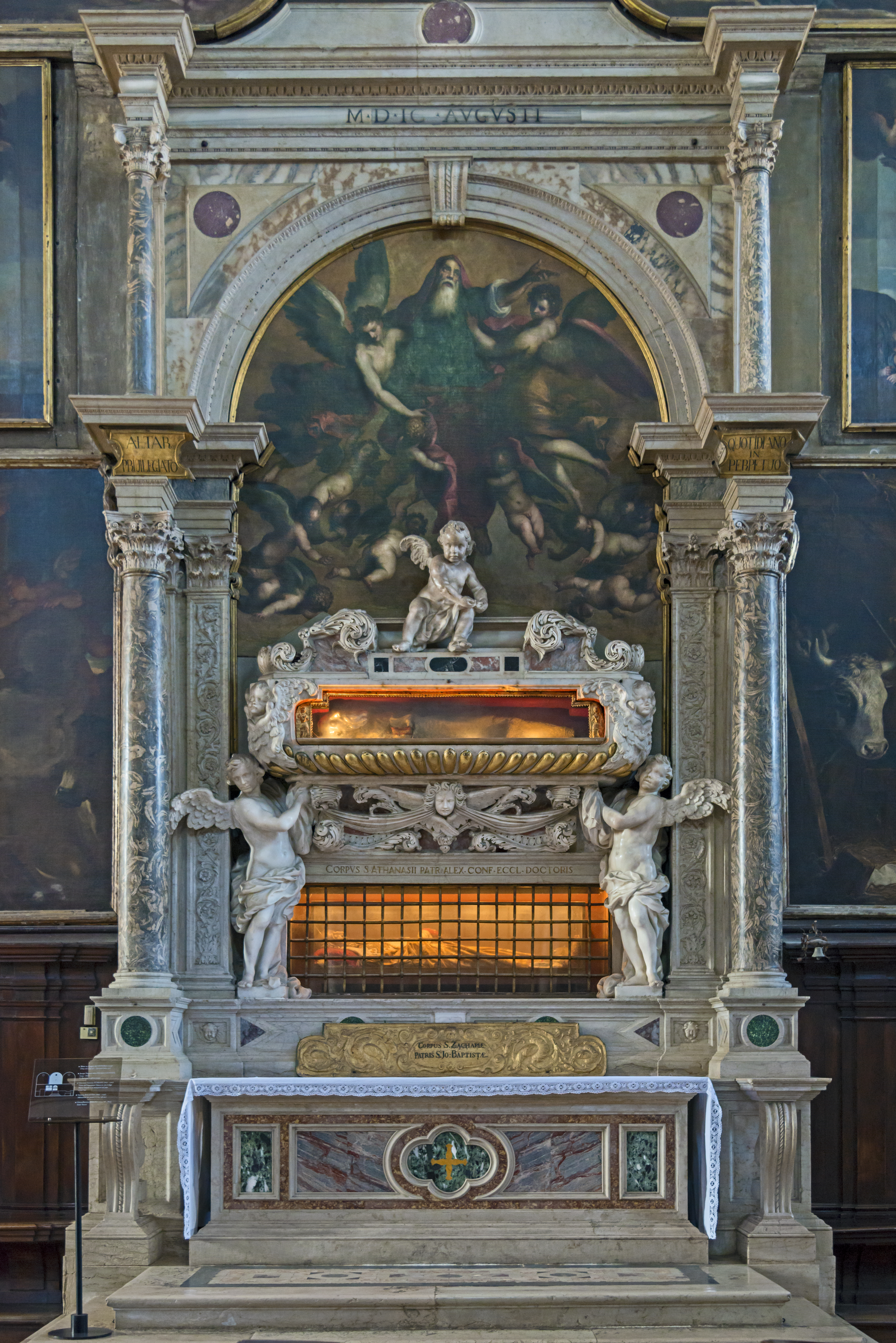
Die Reliquienschreine der Heiligen Athanasius und Zacharias in San Zaccaria

In der 1574 erschienenen Chronica das ist Warhaffte eigentliche vnd kurtze Beschreibung, aller Hertzogen zu Venedig Leben des Frankfurter Juristen Heinrich Kellner, die auf Pietro Marcello aufbauend die venezianische Chronistik im deutschen Sprachraum bekannt machte, beginnt der Passus über Pietro IV. mit der Ankündigung, die Stadt und der neue Doge würden nicht ungestraft bleiben, „Nemlich die Statt mit Brandt und Tyranney des Hertzogs / Petrus aber mit seinem und seines jungen Sons erschrecklichen Todt.“ „Peter / nach dem er Hertzog was / scheidete er sich von seinem Weib Johanna/dieweil sie alt war/und wolt auch seinen Son/den er mit ihr hatt/nicht erkennen/sondern macht in Geistlich“. Hier merkt der Autor an, dies sei dem Sohn zugutegekommen, denn er sei Patriarch zu Grado geworden. Durch die neue Ehe und vor allem den daran hängenden Reichtum wurde Petrus überheblich, in den Worten Kellners: „Und dieweil er mit derselbigen viel Land/Gelt und Fahrendhaab / von grossem wehrt uberkommen hatt / ward er dadurch gantz stoltz und auffgeblasen.“ Nun konnte er „seinen wilden Muth / böse Natur und Art / die er biß daher verborgen gehalten hatte“, nicht mehr bändigen. 
In der Übersetzung von Alessandro Maria Vianolis Historia Veneta, die 1686 in Nürnberg unter dem Titel Der Venetianischen Hertzogen Leben / Regierung, und Absterben / Von dem Ersten Paulutio Anafesto an / biss auf den itzt-regierenden Marcum Antonium Justiniani erschien, sollten Stadt und Doge gleichfalls wegen des Eidbruches und des „übergrossen Mutwillens“ und der „Thorheit“ nicht ungestraft bleiben. Er habe seine Frau „genöthiget“ ins Kloster zu gehen, sein Sohn „(so doch dem Knaben zu seinem Besten gereichet)“ musste Kleriker werden, „nur damit er desto ehender in den neuen Ehestand / welchen er schon längsten mit Valderanda, eines Herzn von Ferrara Tochter bey sich beschlossen/ schreiten möchte.“ Durch ihre reiche Mitgift wurde er „noch weit verwegener / und aufgeblasener / also / daß er sein böses Gemüth / so er doch bißhero in etwas in Zaum gehalten / nunmehro nicht mehr bändigen können“. Nun verwandelte er das „Hertzogthum in eine öffentliche Tyranney“. 
1687 schrieb Jacob von Sandrart in seinem Opus Kurtze und vermehrte Beschreibung Von Dem Ursprung / Aufnehmen / Gebiete / und Regierung der Weltberühmten Republick Venedig lakonisch über Petrus: „Dieser stieß hierauf seine Gemahlin von sich/ und heirathete eine andere / die sehr mächtig war an Sclaven und Land-Gütern“.

### Historisch-kritische Darstellungen (ab dem 18. Jahrhundert)

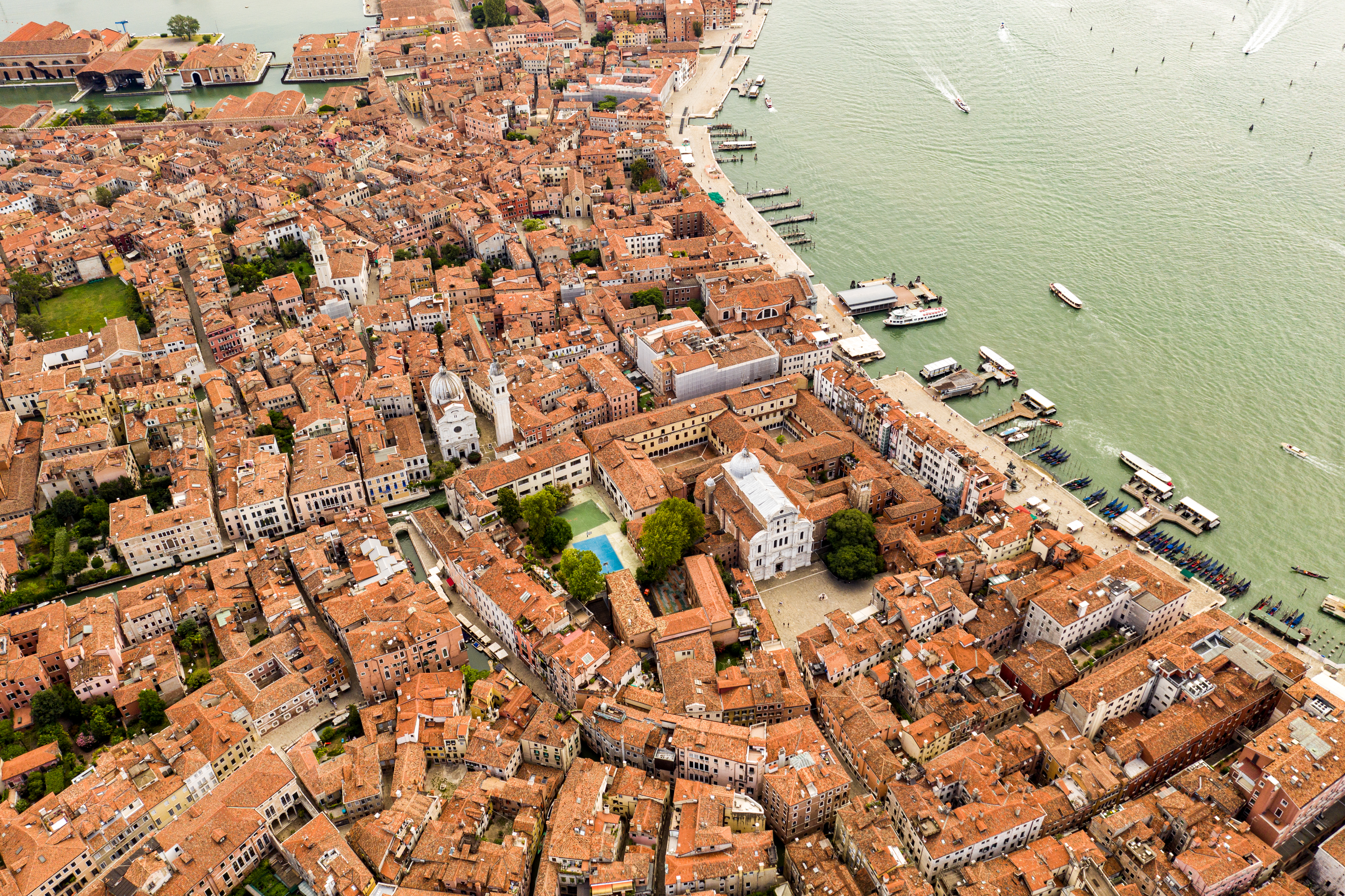
Luftbild des Gebietes um das heutige Kloster San Zaccaria

Johann Friedrich LeBret, der ab 1769 seine vierbändige Staatsgeschichte der Republik Venedig publizierte und sich darin ausführlich mit der venezianischen Verfassung beschäftigte, untersuchte den Zusammenhang zwischen der Einsetzung dieses Piraten zum Nachfolger des alten Dogen, die trotz entgegengesetzten Eides geschah, und der venezianischen Kirchen- und Staatsverfassung, welche Fehler sich dort eingeschlichen hätten (S. 199–215). „Er wollte seine Hoheit auch auf dem festen Lande gründen, und dazu glaubete er, würde eine Vermählung den Weg bahnen.“ Seine Ehefrau Johanna „opferte er seinem Ehrgeize auf, verstieß sie“. Auch ihr gemeinsamer Sohn musste „auf die Seite geschaffet werden“. „Nun suchete er sich eine Gemahlinn aus, durch welche er im italienischen Reiche vorzügliche Güter erlangete, und unter den Mächtigen Italiens einiges Ansehen hätte.“
Der sehr detailreich darstellende und in den historischen Zusammenhang der benachbarten Herrschaftsgebiete einbettende Samuele Romanin, der diese Epoche 1853 im ersten der zehn Bände seiner Storia documentata di Venezia darstellte, umriss in knappen Worten die dramatischen Szenen in Venedig. So wurde der Sohn, trotz des Eides, der die Verbannung auf Lebenszeit vorsah, und der dadurch niemals in sein Amt hätte zurückkehren sollen, zum Dogen erhoben. Durch Gebete, Prozessionen, milde Gaben und den Neubau oder die Restaurierung von Kirchen versuchte man den göttlichen Zorn zu besänftigen. Dass sich der von den Verwandten und Mitstreitern des exilierten Sohnes aufgehetzte popolo minuto dafür einsetzte, den Verbannten vor der Wahl zurückzuholen, wogegen sich die führenden Köpfe der Stadt wehrten, entnahm Romanin ohne genauere Angaben einer „Cronaca Barbaro“. Doch Pietro IV. hatte eine Neigung zum „impero assoluto“, zur uneingeschränkten Herrschaft. Er schickte seine Frau ins Kloster, „per aspirare a nozzi più illustri“ (merkt der Autor abschätzig an).
August Friedrich Gfrörer († 1861) nimmt in seiner, erst elf Jahre nach seinem Tod erschienenen Geschichte Venedigs von seiner Gründung bis zum Jahre 1084 an, dass Byzanz genau bis zum Dogat Petrus IV. Candiano größten Einfluss in der Lagune ausübte, was sich in vielen Einzelheiten widerspiegle. Vor diesem Hintergrund kommt er zu ganz anderen Schlussfolgerungen, denn der Doge habe sich dem Ottonenkaiser unterstellt. Gfrörer geht davon aus, dass diejenigen, die Pietro (IV.) aus Ravenna zurückholten, diesem „einen großen Rath, ohne dessen Einwilligung der vierte Candiano nichts Wichtiges mehr vornehmen durfte, zur Seite gesetzt“ hätten (S. 263). Der Doge führte sich als Alleinherrscher auf, doch „die Veneter durchschauten seine Absichten und hatten keine Lust, Sclaven des Hauses Candiano zu werden“ (S. 286 f.). Für Gfrörer ist das Gremium, dessen Existenz er vermutet, der Kern des Großen Rates. Dieser habe das bisher gebräuchliche System der Kontrolle des Altdogen durch einen Mitdogen ersetzt, das danach nur noch in zwei Fällen aufgetaucht sei. Zugleich sei „fast der ganze Verkehr zwischen dem Abendlande und Constantinopel“ durch venezianische Schiffe abgewickelt worden, was Gfrörer mit Aussagen des ottonischen Gesandten Liutprand von Cremona belegt. Schließlich glaubt der Autor, der Doge habe „die Oberhoheit des Sachsen über Venetien“ 967 in Rom anerkannt (S. 304). Der Lohn war die Ehe mit Waldrada, dazu ihre Güter, die dem Dogen zufielen. 
Pietro Pinton, der Gfrörers Werk im Archivio Veneto in den Jahresbänden XII bis XVI übersetzte und annotierte, korrigierte dessen Vorstellung von einem zu starken Einfluss von Byzanz. Seine eigene kritische Auseinandersetzung mit Gfrörers Werk erschien erst 1883, gleichfalls im Archivio Veneto. Was den Schutz Ottos für Pietro angeht, so glaubt auch Pinton, dass dieser den Dogen gerade noch im Amt gehalten habe.
1861 hatte Francesco Zanotto, der in seinem Il Palazzo ducale di Venezia der Volksversammlung erheblich mehr Einfluss einräumte, berichtet, die Herrschaft des Dogen sei erst durch seine Ehe mit Waldrada und die Verstoßung der ersten Ehefrau und ihres gemeinsamen Sohnes überschattet worden. Der neue Reichtum habe Pietro zu einem Gewaltherrscher gemacht, der von Vielen gehasst wurde. 
Auch bei Emmanuele Antonio Cicogna riss im ersten, 1867 erschienenen Band seiner Storia dei Dogi di Venezia die Erfolgsgeschichte des vierten Candiano erst mit der Verstoßung der Ehefrau ab, und der Gier nach dem Besitz Waldradas.
Heinrich Kretschmayr konstatiert: „Mit dem Dogate des Petrus Candianus (Pietro Candiano) III. beginnen nahezu vierzig Jahre ununterbrochener Herrschaft des candianischen Hauses.“ Das Ziel seines Sohnes war „eine auf sich selbst beruhende Monarchie“. Kretschmayr glaubt, Johannes Diaconus sei bloß der „Hauschronist der Orseoli“ gewesen, die „Verunglimpfung“ des vierten Candiano wurde „umso mehr zum Gesetz, je mehr mit den Jahren die aristokratische Oligarchie als die einzig berechtigte Verfassung Venedigs in Geltung und jeder dagegen gewagte Versuch als fluchwürdige Revolution in Verruf gekommen war. Pietro Candiano IV. wurde zum Typus des rohen Tyrannen in venezianischer Sage und Geschichte“ (S. 110). Der vierte Candiano war in den Augen Kretschmayrs der schwierigen Aufgabe gewachsen, zu erreichen, dass „der kleine Staat nicht wie zwischen zwei Mühlsteinen zerrieben werde“. Die Aristokratie „freilich hat die dogale Monopol- und Verbotpolitik mit der gründlichsten Abneigung gegen ihren Träger vergolten“ (S. 111). Etwa um 967/68 löste der Candiano unter völlig veränderten politischen Bedingungen seine Ehe, heiratete die „Brudertochter“ der Kaiserin Adelheid. 
1944 brachte Roberto Cessi, der Leiter des Staatsarchivs Venedig, einige Veränderungen in die Darstellung des Aufstandes von 976. So machte er aus einem Adelsaufstand (wieder) einen solchen des „popolo“, aus der Stadt wurde eine „nazione“, aus Waldrada eine Fremde – all dies war demnach Ursache des Aufstandes, der sich zudem gegen die fremden Soldaten richtete. Für ihn lagen die Ursachen nicht mehr dort, wo sie Johannes Diaconus sah, nämlich in der Härte der Herrschaft des vierten Candiano („ob austeritatem sui exosum“), sondern in der Hinwendung zum Reich, im Verlust der venezianischen Identität. Noch Gherardo Ortalli sah darin, und in der Abwendung von Byzanz, eine der Hauptursachen. Eine Frau, Waldrada nämlich, wurde damit zur Ursache für den Umsturz, denn sie veranlasste den Candiano dazu, sich in die Reichsangelegenheiten einzumischen.
John Julius Norwich glaubt in seiner 1977 erstmals erschienenen History of Venice, Pietro habe sich, obwohl es keinen Vater mehr gab, gegen den er opponieren konnte, gegen alles gewandt, für was dieser gestanden habe, ‚die alten, strengen, republikanischen Tugenden, auf die der Staat gegründet worden war, und die ihn groß gemacht hatten‘, ihr Misstrauen gegen persönlichen Pomp und Prahlerei. Auf dem Festland habe er bei Hof den Luxus kennen gelernt, aber auch die autokratische Herrschaft, die in so scharfem Gegensatz zu den „checks and balances“ stand, die Venedig kennzeichneten.  Während seines Exils habe er, so Norwich, ein Auge auf Waldrada geworfen. Nun ließ er sich scheiden und schickte seine Frau ins Kloster S. Zaccaria. Das riesige Erbe habe aus dem Dogen einen Feudalherrn gemacht, der als Vasall des Ottonenkaisers gegolten habe.
Die jüngere Geschichtswissenschaft versucht sich von den traditionellen Deutungsmustern stärker zu lösen. Vielleicht war Waldrada für Pietro die von ihm strategisch eingesetzte Vorbedingung, auf der Ebene des Regnum Italicum, in den Kämpfen des Adels eine bedeutende Rolle spielen zu können, und nicht, wie frühere Historiker gemutmaßt haben, um sich exotischen Ablenkungen zu überlassen. Dabei verschweige Johannes Diaconus den Vater Waldradas, der ein Parteigänger Berengars war, wie Chiara Provesi ihre Überlegungen fortsetzt. Pietros Schwenk auf die ottonische Seite werde so kaschiert.
Luigi Andrea Berto, der das Vokabular des Johannes Diaconus untersuchte, befasste sich mit dem Begriff der afines, denn als solche bezeichnet der Chronist einige der Mörder des Dogen. Ein solcher Begriff bezeichne Angehörige einer Gruppe, die durch Parentel miteinander verbunden waren. Als die erste Frau, Johanna, inzwischen Äbtissin von San Zaccaria, 963 um eine Bestätigung der Rechte des Klosters bei Otto I. nachsuchte, so könnte dies auf Wunsch oder unter Zustimmung des Dogen geschehen sein. Damit hätten die beiden den politischen Seitenwechsel vorbereitet. Welche weiteren Konflikte sich hinter dem Drama verbargen, erwies sich nach den Morden und dem Stadtbrand. 976 nämlich verlangte Waldrada ihre Morgengabe, wozu ein Viertel des Besitzes des ermordeten Ehegatten gehörte, dann das Erbteil des ebenfalls ermordeten gemeinsamen Sohnes, und all das, was sie zu Lebzeiten ihres Gatten erworben hatte. Dabei kam es zu Auseinandersetzungen zwischen den Gruppen um Waldrada und um Johanna, die sich in zwei Dokumenten, genauer ihren Abschriften aus dem Jahr 983 fassen lassen. Vitale Candiano, dem Dogen, gelang es nicht, seine Hand auf die Morgengabe der Waldrada zu legen, sondern er musste sich damit einverstanden erklären, dass eine Restitution der Güter erfolgte, die nach dem Tod seines Vaters, also nach 976, von den nachfolgenden Dogen sequestriert worden waren. Dieses Gebiet, die Fogolana, gelegen zwischen Padua und Venedig an einem Abzweig des Brenta, befand sich nahe bei den Pertinenzien von San Zaccaria. Diese Aufspaltung in zwei Zweige führte später innerhalb der Candiano zu erheblichen Auseinandersetzungen. Waldrada verkaufte im Jahr 997 die Vangadizza, heute in der Badia Polesine, an ihren Bruder Ugo, ein Gebiet, das sich an der Etsch bis zum Städtchen Adria erstreckt. Einer der letzten Exponenten des Johanna-Zweiges der Candiano, der Sohn des Tribuno Memmo und der Marina, entschied, seinen Anteil an der Fogolana dem Kloster Brondolo zu schenken. So könnte es sein, dass schon die erste Ehe Pietros mit Johanna, die vielleicht aus Ravenna stammte, dem Erwerb dieser riesigen Gebiete im Süden Venedigs gegolten hatte. Dann sei es, so die Verfasserin, nicht die Frage des Verhaltens gegenüber Berengar und Otto I., oder die einer Fraktion, die für Venedig nach einem autonomen Weg verlangte, sondern der Versuch des vierten Candiano, sich ein eigenes Territorium zu schaffen, der letztlich scheiterte. Die Binnenspannungen der Candiano könnten zur Katastrophe von 976 geführt haben. Dass sich monolithische Familien feindlich gegenüberstanden, und dies über Jahrhunderte, die zudem leicht an den Familiennamen zu erkennen seien, ist, so Chiara Provesi, zumindest partiell zu revidieren.